# 莫雷泰區
莫雷泰區是立陶宛烏田納縣内的市镇，行政中心为莫雷泰市。市镇面積为1,368平方公里，2020年人口数量为17,153人。